# Читимача (индейская резервация)
Читимача (англ. Chitimacha Reservation) — индейская резервация, расположенная в южной части штата Луизиана, США, единственная резервация народа читимача.

## История
Во время контакта с европейскими исследователями читимача были известны как самое могущественное племя между Техасом и Флоридой. В начале XVIII века вели долгую и ожесточённую войну с Францией, которая длилась 12 лет. После заключения мира с французами, читимача разделились на две части: восточную (или миссисипскую) группу на Байу-Лафурш и западную группу на нижней Байу-Теш, Гранд-Лейк и реке Атчафалайя. После установления мира французское, а затем испанское и американское правительства официально признали неприкосновенность племени и его право на владение землёй. Восточные читимача смешались с таэнса и хоума и исчезли как самостоятельное племя. Западная группа была лучше защищена своим местоположением от вторжения белых людей, но и она сильно пострадала от евразийских инфекционных заболеваний — к 1804 году осталось всего 100 западных читимача, живущих в двух деревнях на Байу-Теш.
В 1826 году читимача владели территорией, площадью более 22 км², но уже  через 20 лет у них осталось лишь 1093,43 акра, немногим более 4,4 км². Судебные разбирательства в дальнейшем дополнительно лишили племя земли и к 1903 году читимача владели лишь 470 акрами.
В 1916 году племя читимача было признано американскими властями на федеральном уровне. В течение долгого времени племя сохраняло традиционную форму племенного правления, но 7 ноября 1970 года Генеральный совет народа проголосовал за принятие конституционной формы правления, которая была одобрена министром внутренних дел США 14 января 1971 года и действует с того времени. Совет племени состоит из пяти членов. Главой исполнительной власти читимача является председатель племени. Читимача было первым племенем Луизианы, принявшим конституцию.

## География
Резервация расположена в штате Луизиана в северной части прихода Сент-Мэри на реке Байу-Теш, примерно в 121 км к западу от города Новый Орлеан.
Общая площадь резервации составляет 1,819 км². Административным центром резервации является статистически обособленная местность Шарантон.

## Демография
По данным федеральной переписи населения 2010 года население Читимачи составляло 555 человек.
В 2019 году в резервации проживало 617 человек. Расовый состав населения: белые — 174 чел., афроамериканцы — 22 чел., коренные американцы (индейцы США) — 266 чел., азиаты — 7 чел., океанийцы — 5 чел., представители других рас — 4 чел., представители двух или более рас — 139 человек. Испаноязычные или латиноамериканцы любой расы составили 13 человек. Плотность населения составляла 339,2 чел./км².

## Комментарии
1. ↑  В состав резервации входит часть населённого пункта.